# گنج‌آباد (خوسف)
گنج‌آباد یک روستا در ایران است که در شهرستان خوسف واقع شده‌است.